# Fleischmannia laxa
Fleischmannia laxa là một loài thực vật có hoa trong họ Cúc. Loài này được (Gardner) R.M.King & H.Rob. mô tả khoa học đầu tiên năm 1970.